# Clear Lake (Ross-Insel)
Der Clear Lake (englisch für Klarer See) ist der tiefste der zahlreichen zugefrorenen kleinen Süßwasserseen unweit des Kap Royds auf der antarktischen Ross-Insel. Er liegt in westnordwestlicher Umgebung des Blue Lake. 
Kartografisch erfasst wurde der See durch Teilnehmer der Nimrod-Expedition (1907–1909) unter der Leitung des britischen Polarforschers Ernest Shackleton.